# 2020–2021-es UEFA-bajnokok ligája (egyenes kieséses szakasz)
A 2020–2021-es UEFA-bajnokok ligája egyenes kieséses szakasza 2021. február 16-án kezdődik, és május 29-én ér véget. Az egyenes kieséses szakaszban az a tizenhat csapat vett részt, amelyek a csoportkör során a saját csoportjuk első két helyének valamelyikén végeztek.

## Fordulók és időpontok
| Forduló       | Sorsolás dátuma    | 1. mérkőzés                                          | 2. mérkőzés                                          |
| ------------- | ------------------ | ---------------------------------------------------- | ---------------------------------------------------- |
| Nyolcaddöntők | 2020. december 14. | 2021. február 16–17., 23–24.                         | 2021. március 9–10., 16–17.                          |
| Negyeddöntők  | 2021. március 19.  | 2021. április 6–7.                                   | 2021. április 13–14.                                 |
| Elődöntők     | 2021. március 19.  | 2021. április 27–28.                                 | 2021. május 4–5.                                     |
| Döntő         | 2021. március 19.  | 2021. május 29., Atatürk Olimpiai Stadion, Isztambul | 2021. május 29., Atatürk Olimpiai Stadion, Isztambul |

## Lebonyolítás
A döntő kivételével mindegyik mérkőzés oda-visszavágós rendszerben zajlik. A két találkozó végén az összesítésben jobbnak bizonyuló csapatok jutnak tovább a következő körbe. Ha az összesítésnél az eredmény döntetlen, akkor az idegenben több gólt szerző csapat jut tovább. Amennyiben az idegenben lőtt gólok száma is azonos, akkor 30 perces hosszabbítást rendeznek a visszavágó rendes játékidejének lejárta után. Ha a 2x15 perces hosszabbításban gólt/gólokat szerez mindkét együttes, és az összesített állás egyenlő, akkor a vendég csapat jut tovább idegenben szerzett góllal/gólokkal. Gólnélküli hosszabbítás esetén büntetőpárbajra kerül sor.
A nyolcaddöntők sorsolásakor figyelembe veszik, hogy minden párosításnál egy csoportgyőztes és egy másik csoport csoportmásodika mérkőzzön egymással. Az egyetlen korlátozás a sorsoláskor, hogy a nyolcaddöntőkben azonos nemzetű együttesek, illetve az azonos csoportból továbbjutó csapatok nem szerepelhetnek egymás ellen. A negyeddöntőktől kezdődően ez a korlátozás nincs érvényben.
A döntőben a győztesről egy mérkőzés dönt. A rendes játékidő végén döntetlen esetén hosszabbítást játszanak, ha ezután is döntetlen marad az eredmény, akkor büntetőpárbaj következik.

## Továbbjutott csapatok
| Csoport   | Csoportelső (kiemeltek) | Csoportmásodik (nem kiemeltek) |
| --------- | ----------------------- | ------------------------------ |
| A csoport | Bayern München          | Atlético Madrid                |
| B csoport | Real Madrid             | Borussia Mönchengladbach       |
| C csoport | Manchester City         | Porto                          |
| D csoport | Liverpool               | Atalanta                       |
| E csoport | Chelsea                 | Sevilla                        |
| F csoport | Borussia Dortmund       | Lazio                          |
| G csoport | Juventus                | Barcelona                      |
| H csoport | Paris Saint-Germain     | RB Leipzig                     |

## Nyolcaddöntők
A nyolcaddöntők sorsolását 2020. december 14-én tartották. Az első mérkőzéseket 2021. február 16. és 24. között, a visszavágókat március 9. és 17. között játszották.

### Párosítások
| 1. csapat                | Össz.Tooltip Aggregate score | 2. csapat           | 1. mérk. | 2. mérk. |
| ------------------------ | ---------------------------- | ------------------- | -------- | -------- |
| Borussia Mönchengladbach | 0–4                          | Manchester City     | 0–2      | 0–2      |
| Lazio                    | 2–6                          | Bayern München      | 1–4      | 1–2      |
| Atlético Madrid          | 0–3                          | Chelsea             | 0–1      | 0–2      |
| RB Leipzig               | 0–4                          | Liverpool           | 0–2      | 0–2      |
| Porto                    | 4–4 (i.g.)                   | Juventus            | 2–1      | 2–3      |
| Barcelona                | 2–5                          | Paris Saint-Germain | 1–4      | 1–1      |
| Sevilla                  | 4–5                          | Borussia Dortmund   | 2–3      | 2–2      |
| Atalanta                 | 1–4                          | Real Madrid         | 0–1      | 1–3      |

|}

### Mérkőzések
| 2021. február 24. 21:00 |

| Borussia Mönchengladbach | 0–2               | Manchester City             |
| ------------------------ | ----------------- | --------------------------- |
|                          | (0–1) Jegyzőkönyv | Silva 29' Gabriel Jesus 65' |

| Puskás Aréna, Budapest (Magyarország) Játékvezető: Artur Soares Dias (portugál) |

| 2021. március 16. 21:00 (20:00 GMT) |

| Manchester City            | 2–0               | Borussia Mönchengladbach |
| -------------------------- | ----------------- | ------------------------ |
| De Bruyne 12' Gündoğan 18' | (2–0) Jegyzőkönyv |                          |

| Puskás Aréna, Budapest (Magyarország) Játékvezető: Szergej Karaszjov (orosz) |

| 2021. február 23. 21:00 |

| Lazio      | 1–4               | Bayern München                                         |
| ---------- | ----------------- | ------------------------------------------------------ |
| Correa 49' | (0–3) Jegyzőkönyv | Lewandowski 9' Musiala 24' Sané 42' Acerbi 47' (öngól) |

| Olimpiai Stadion, Róma Játékvezető: Orel Grinfeld (izraeli) |

| 2021. március 17. 21:00 |

| Bayern München                               | 2–1               | Lazio      |
| -------------------------------------------- | ----------------- | ---------- |
| Lewandowski 33' (11-esből) Choupo-Moting 73' | (1–0) Jegyzőkönyv | Parolo 82' |

| Allianz Arena, München Játékvezető: Kovács István (román) |

| 2021. február 23. 21:00 |

| Atlético Madrid | 0–1               | Chelsea    |
| --------------- | ----------------- | ---------- |
|                 | (0–0) Jegyzőkönyv | Giroud 68' |

| Arena Națională, Bukarest (Románia) Játékvezető: Felix Brych (német) |

| 2021. március 17. 21:00 (20:00 GMT) |

| Chelsea                 | 2–0               | Atlético Madrid |
| ----------------------- | ----------------- | --------------- |
| Zíjes 34' Emerson 90+4' | (1–0) Jegyzőkönyv |                 |

| Stamford Bridge, London Játékvezető: Daniele Orsato (olasz) |

| 2021. február 16. 21:00 |

| RB Leipzig | 0–2               | Liverpool          |
| ---------- | ----------------- | ------------------ |
|            | (0–0) Jegyzőkönyv | Salah 53' Mané 58' |

| Puskás Aréna, Budapest (Magyarország) Játékvezető: Slavko Vinčić (szlovén) |

| 2021. március 10. 21:00 (20:00 GMT) |

| Liverpool          | 2–0               | RB Leipzig |
| ------------------ | ----------------- | ---------- |
| Salah 70' Mané 74' | (0–0) Jegyzőkönyv |            |

| Puskás Aréna, Budapest (Magyarország) Játékvezető: Clément Turpin (francia) |

| 2021. február 17. 21:00 (20:00 WET) |

| Porto                | 2–1               | Juventus   |
| -------------------- | ----------------- | ---------- |
| Táremi 2' Marega 46' | (1–0) Jegyzőkönyv | Chiesa 82' |

| Estádio do Dragão, Porto Játékvezető: Carlos del Cerro Grande (spanyol) |

| 2021. március 9. 21:00 |

| Juventus                   | 3–2               | Porto                        |
| -------------------------- | ----------------- | ---------------------------- |
| Chiesa 49' 63' Rabiot 117' | (0–1) Jegyzőkönyv | Oliveira 19' (11-esből) 115' |

| Juventus Stadion, Torino Játékvezető: Björn Kuipers (holland) |

| 2021. február 16. 21:00 |

| Barcelona            | 1–4               | Paris Saint-Germain         |
| -------------------- | ----------------- | --------------------------- |
| Messi 27' (11-esből) | (1–1) Jegyzőkönyv | Mbappé 32' 65' 85' Kean 70' |

| Camp Nou, Barcelona Játékvezető: Björn Kuipers (holland) |

| 2021. március 10. 21:00 |

| Paris Saint-Germain   | 1–1               | Barcelona |
| --------------------- | ----------------- | --------- |
| Mbappé 31' (11-esből) | (1–1) Jegyzőkönyv | Messi 37' |

| Parc des Princes, Párizs Játékvezető: Anthony Taylor (angol) |

| 2021. február 17. 21:00 |

| Sevilla             | 2–3               | Borussia Dortmund          |
| ------------------- | ----------------- | -------------------------- |
| Suso 7' De Jong 84' | (1–3) Jegyzőkönyv | Dahoud 19' Haaland 27' 43' |

| Estadio Ramón Sánchez-Pizjuán, Sevilla Játékvezető: Danny Makkelie (holland) |

| 2021. március 9. 21:00 |

| Borussia Dortmund          | 2–2               | Sevilla                         |
| -------------------------- | ----------------- | ------------------------------- |
| Haaland 35' 54' (11-esből) | (1–0) Jegyzőkönyv | El-Neszjrí 69' (11-esből) 90+6' |

| Signal Iduna Park, Dortmund Játékvezető: Cüneyt Çakır (török) |

| 2021. február 24. 21:00 |

| Atalanta | 0–1               | Real Madrid |
| -------- | ----------------- | ----------- |
|          | (0–0) Jegyzőkönyv | Mendy 86'   |

| Atleti Azzurri d’Italia Stadion, Bergamo Játékvezető: Tobias Stieler (német) |

| 2021. március 16. 21:00 |

| Real Madrid                                  | 3–1               | Atalanta   |
| -------------------------------------------- | ----------------- | ---------- |
| Benzema 34' Ramos 60' (11-esből) Asensio 85' | (1–0) Jegyzőkönyv | Muriel 83' |

| Alfredo di Stéfano, Madrid Játékvezető: Danny Makkelie (holland) |

## Negyeddöntők
A negyeddöntők, az elődöntők és a döntő pályaválasztójának sorsolását 2021. március 19-én tartották. Az első mérkőzéseket 2021. április 6-án és 7-én, a visszavágókat április 13-án és 14-én játszották.

### Párosítások
| 1. csapat       | Össz.Tooltip Aggregate score | 2. csapat           | 1. mérk. | 2. mérk. |
| --------------- | ---------------------------- | ------------------- | -------- | -------- |
| Manchester City | 4–2                          | Borussia Dortmund   | 2–1      | 2–1      |
| Porto           | 1–2                          | Chelsea             | 0–2      | 1–0      |
| Bayern München  | 3–3 (i.g.)                   | Paris Saint-Germain | 2–3      | 1–0      |
| Real Madrid     | 3–1                          | Liverpool           | 3–1      | 0–0      |

### Mérkőzések
| 2021. április 6. 21:00 (20:00 BST) |

| Manchester City         | 2–1               | Borussia Dortmund |
| ----------------------- | ----------------- | ----------------- |
| De Bruyne 19' Foden 90' | (1–0) Jegyzőkönyv | Reus 84'          |

| City of Manchester Stadion, Manchester Játékvezető: Ovidiu Hațegan (román) |

| 2021. április 14. 21:00 |

| Borussia Dortmund | 1–2               | Manchester City                 |
| ----------------- | ----------------- | ------------------------------- |
| Bellingham 15'    | (1–0) Jegyzőkönyv | Mahrez 55' (11-esből) Foden 75' |

| Signal Iduna Park, Dortmund Játékvezető: Carlos del Cerro Grande (spanyol) |

| 2021. április 7. 21:00 |

| Porto | 0–2               | Chelsea                |
| ----- | ----------------- | ---------------------- |
|       | (0–1) Jegyzőkönyv | Mount 32' Chilwell 85' |

| Ramón Sánchez Pizjuán, Sevilla (Spanyolország) Játékvezető: Slavko Vinčić (szlovén) |

| 2021. április 13. 21:00 |

| Chelsea | 0–1               | Porto        |
| ------- | ----------------- | ------------ |
|         | (0–0) Jegyzőkönyv | Táremi 90+4' |

| Ramón Sánchez Pizjuán, Sevilla (Spanyolország) Játékvezető: Clément Turpin (francia) |

| 2021. április 7. 21:00 |

| Bayern München               | 2–3               | Paris Saint-Germain          |
| ---------------------------- | ----------------- | ---------------------------- |
| Choupo-Moting 37' Müller 60' | (1–2) Jegyzőkönyv | Mbappé 3' 68' Marquinhos 28' |

| Allianz Arena, München Játékvezető: Antonio Mateu Lahoz (spanyol) |

| 2021. április 13. 21:00 |

| Paris Saint-Germain | 0–1               | Bayern München    |
| ------------------- | ----------------- | ----------------- |
|                     | (0–1) Jegyzőkönyv | Choupo-Moting 40' |

| Parc des Princes, Párizs Játékvezető: Daniele Orsato (olasz) |

| 2021. április 6. 21:00 |

| Real Madrid                  | 3–1               | Liverpool |
| ---------------------------- | ----------------- | --------- |
| Vinícius 27' 65' Asensio 36' | (2–0) Jegyzőkönyv | Salah 51' |

| Alfredo di Stéfano, Madrid Játékvezető: Felix Brych (német) |

| 2021. április 14. 21:00 (20:00 BST) |

| Liverpool | 0–0         | Real Madrid |
| --------- | ----------- | ----------- |
|           | Jegyzőkönyv |             |

| Anfield, Liverpool Játékvezető: Björn Kuipers (holland) |

## Elődöntők
Az első mérkőzéseket 2021. április 27-én és 28-án, a visszavágókat május 4-én és 5-én játszották.

### Párosítások
| 1. csapat           | Össz.Tooltip Aggregate score | 2. csapat       | 1. mérk. | 2. mérk. |
| ------------------- | ---------------------------- | --------------- | -------- | -------- |
| Paris Saint-Germain | 1–4                          | Manchester City | 1–2      | 0–2      |
| Real Madrid         | 1–3                          | Chelsea         | 1–1      | 0–2      |

### Mérkőzések
| 2021. április 28. 21:00 |

| Paris Saint-Germain | 1–2               | Manchester City          |
| ------------------- | ----------------- | ------------------------ |
| Marquinhos 15'      | (1–0) Jegyzőkönyv | De Bruyne 64' Mahrez 71' |

| Parc des Princes, Párizs Játékvezető: Felix Brych (német) |

| 2021. május 4. 21:00 (20:00 BST) |

| Manchester City | 2–0 | Paris Saint-Germain |
| --------------- | --- | ------------------- |
|                 |     |                     |

| City of Manchester Stadion, Manchester |

| 2021. április 27. 21:00 |

| Real Madrid | 1–1               | Chelsea     |
| ----------- | ----------------- | ----------- |
| Benzema 29' | (1–1) Jegyzőkönyv | Pulisic 14' |

| Alfredo di Stéfano, Madrid Játékvezető: Danny Makkelie (holland) |

| 2021. május 5. 21:00 (20:00 BST) |

| Chelsea | 2–0 | Real Madrid |
| ------- | --- | ----------- |
|         |     |             |

| Stamford Bridge, London |

## Döntő
| 2021. május 29. 19:00 (20:00 WEST) |

| Manchester City | 0–1               | Chelsea     |
| --------------- | ----------------- | ----------- |
|                 | (0–1) Jegyzőkönyv | Havertz 42' |

| Estádio do Dragão, Porto Nézőszám: 14,110 Játékvezető: Antonio Mateu Lahoz (spanyol) |